# Inmigración hondureña en los Estados Unidos
La inmigración de ciudadanos hondureños hacia los Estados Unidos por diferentes motivos, se hace más potente a mediados de la década de los ochenta.

## Historia migratoria

### SigloXIX
Los primeros hondureños que llegaron a Estados Unidos fue a fines del siglo XVIII y principios del XIX, por la época en que Honduras se conocía como la Intendencia de Comayagua y posteriormente en 1820 cambió su nombre a provincia de Comayagua en el Virreinato de Nueva España, posteriormente ganó su Independencia de la Corona española y fue fundada como República de Honduras. Luego pasó a formar parte del imperio mexicano por un corto tiempo entre 1822 y 1823, cuando el Imperio comenzó a colapsar, Honduras decidió pasar a formar parte de la federación centroamericana de 1823 a 1838.

### SigloXX
A principios de siglo, Honduras y Estados Unidos tenían una relación más estrecha, permitiendo que los ciudadanos estadounidenses y los ciudadanos hondureños se trasladaran de un país a otro debido al hecho de las empresas bananeras, un hondureño estadounidense de esta época fue Steve Van Buren, nacido en el ciudad de la Ceiba, que para el momento había tenido un crecimiento económico. A pesar de las dictaduras y las guerras, la mayoría de los hondureños, en su mayoría agricultores y trabajadores, habían tenido un estilo de vida estable sin muchos cambios sociales significativos hasta mediados y fines del siglo XX, cuando comenzaron los constantes golpes de estado por parte de la extrema derecha. Todos los períodos de conflicto han dado lugar a oleadas menores de emigración hondureña a Estados Unidos. Este fue el caso después del golpe militar de 1956, sin embargo, nunca fueron muy significativos debido a que en los años 60 y 70 Honduras era uno de los países con tasas de criminalidad más bajas del mundo, por solo un criminal entre 100,000 personas, era tan bajo que la gente de clase media y baja en las grandes ciudades todavía podía tener una vida segura y estable.
Los hondureños emigraron a los Estados Unidos en la década de 1960, principalmente a Miami, Nueva York, y Los Ángeles. La principal razón por la que los hondureños abandonaron su país durante esa década fue escapar de la pobreza de las zonas rurales y de los regímenes militares que atentaban contra la libertad personal con la esperanza de establecer una vida mejor en Estados Unidos. La migración hondureña tal como la conocemos comenzó hasta finales de la década de 1980, cuando Honduras experimentó un declive económico y político. Otra migración hondureña menor fue la de judíos hondureños que abandonaron el país después del golpe de 2009 debido al aumento de la tensión política.

### En la actualidad
Los hondureños son una de las comunidades hispanas más grandes entre mexicanos, puertorriqueños y cubanos. Las ciudades con más hondureños-estadounidenses son Nueva Orleans, Nueva York, Miami y Los Ángeles. La mayoría de ellos se han realizado en negocios, como la apertura de cafeterías, otros aprovechan sus estudios universitarios para brindar servicios a la sociedad estadounidense. Sin embargo, muchos hondureños migraron legalmente, muchos se han unido a los migrantes mexicanos ilegales junto con otros centroamericanos que cruzan México, en 2018 llegó la Caravana de migrantes. La Caravana arrancó por la crisis política hondureña, el fraude electoral de Juan Orlando Hernández, que ha sido acusado de corrupción y represión política y actualmente señalado de ser el más grande capo de la droga en América y creador de nuevos carteles en la zona

## Relaciones
Estados Unidos y Honduras, ambos estados independientes reconocidos desde el siglo XIX ambos se estrechan lazos de amistad y cordialidad diplomática. Un arribo -pero no masivo- de estadounidenses a Honduras fue cuando sucedió la Guerra de secesión, muchos fueron los que huyeron de la brutalidad y encarnizada de las batallas fratricidas entre los bandos norte y sur. A partir de la revolución liberal reformadora de Marco Aurelio Soto Martínez es cuando inversores estadounidenses llegan al país centroamericano, con el fin de establecer sus empresas. De igual forma, los ciudadanos hondureños podían viajar sin problema alguno al país del norte de América, todo cambiaría a partir de la Segunda Guerra Mundial y guerras sucesivas en los que Estados Unidos participó en forma directa, como ser: guerra de Corea, guerra de Vietnam, Intervención en Cuba, en Afganistán, etc.

## Causas

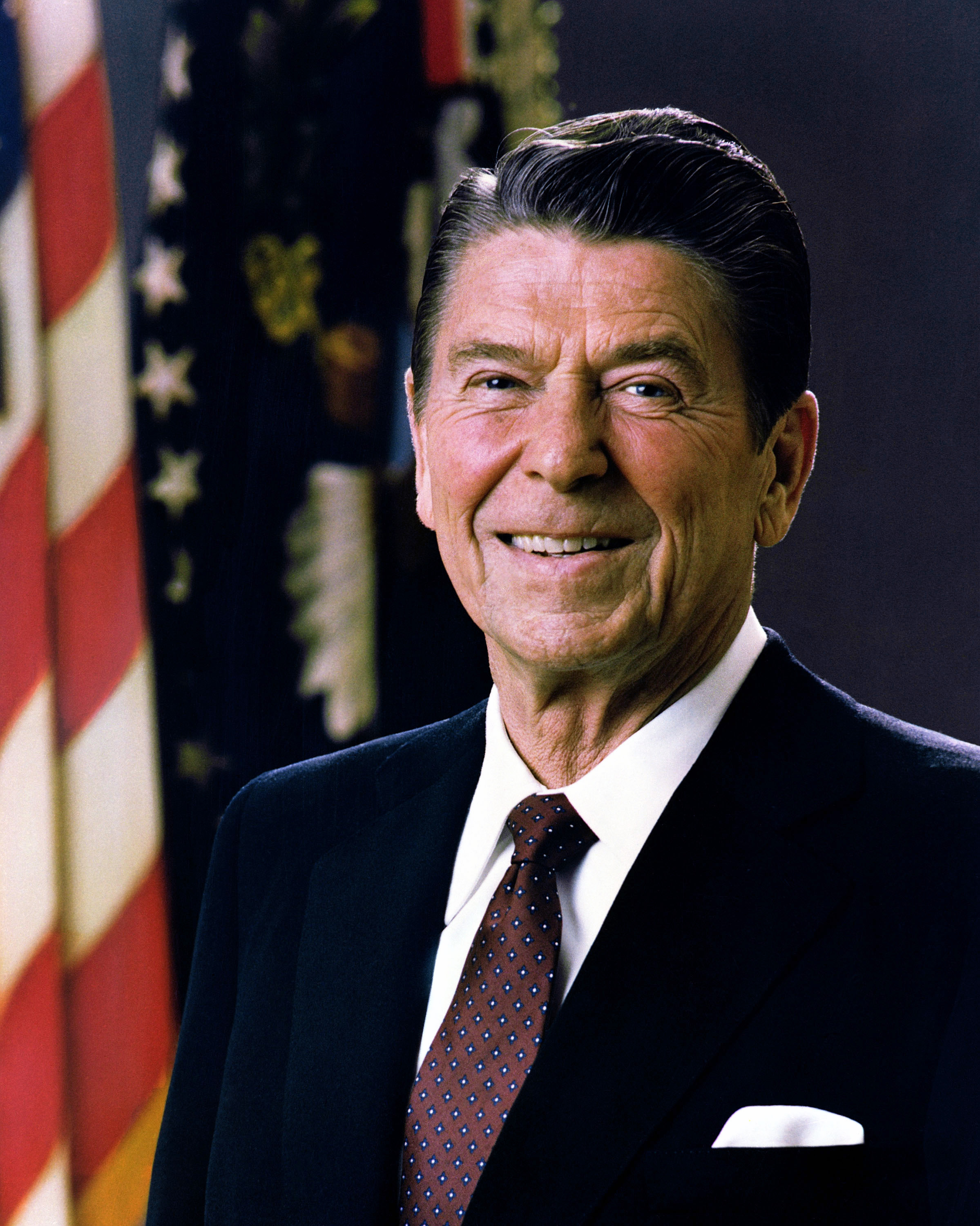
El presidente Ronald Reagan autorizó la intervención estadounidense en Honduras.

Diferentes historiadores, sociólogos y politólogos han formulado hipótesis diferentes a la causa del fenómeno de las migraciones masivas hondureñas, algunos señalan que es la corrupción institucional, otros señalan el hecho de que Honduras todavía está controlada por una pequeña oligarquía que tiene el monopolio del país, otros expresaron que Honduras es el ejemplo del fracaso del modelo neoliberal y la privatización de industrias estatales. Sin embargo, las hipótesis más populares son las que involucran el sistema económico de Honduras y las intervenciones militares estadounidenses durante las últimas décadas.

### Origen en la guerra fría
Muchos analistas señalan que uno de los principales, si no el principal factor en la actual migración masiva de hondureños que comenzó a fines de los 80 y principios de los 90 fue la ocupación militar de Estados Unidos en Honduras y la enorme influencia de este país en Honduras desde la época del Presidencia del republicano Ronald Reagan. La década de 1980 fue un período lleno de invasión y ocupación de soldados estadounidenses en suelo hondureño en la llamada crisis centroamericana donde la situación económica del país se vería afectada debido a la inestabilidad de la región.
Estados Unidos, bajo el gobierno de la administración Reagan, ordenó que cientos de soldados estadounidenses estuvieran estacionados en la cercana Base Palmerola durante ese período bajo la excusa de detener el socialismo en Centroamérica. Otra misión de los Estados Unidos era acabar con cualquier comunismo que estuviera ocurriendo en Honduras. El presidente Reagan ve a Honduras como un punto estratégico para aumentar la influencia de Estados Unidos en la Región. Este evento fue clave para la relación entre Estados Unidos y Honduras.

### La "Bannana Republic"

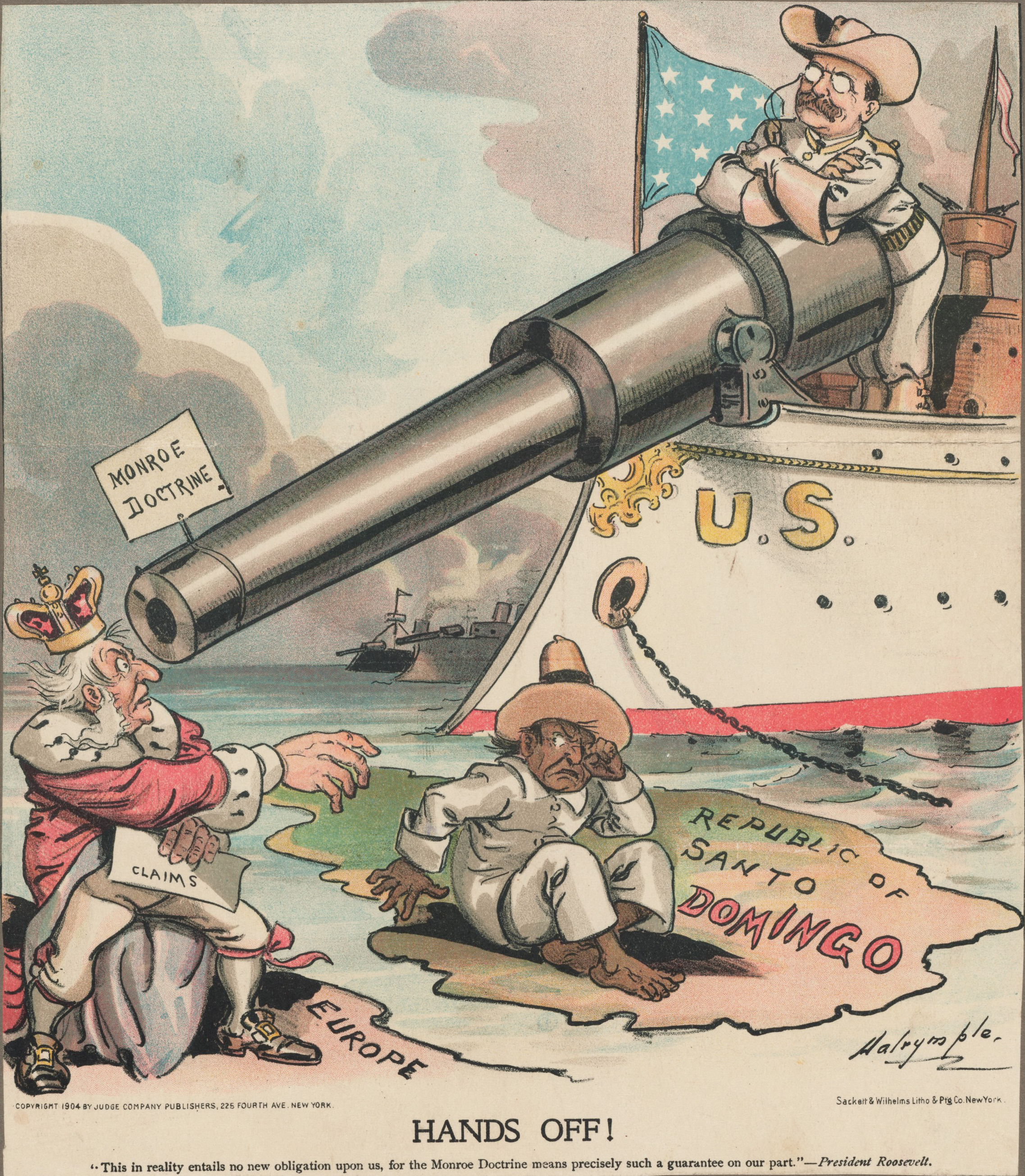
Caricatura de 1906 que parodia la Doctrina Roosvelt.

Otros señalan que el inicio de la migración de hondureños tiene sus raíces en empresas bananeras y mineras con sede en Estados Unidos, como Standard Fruit Company y Rosario Mining Company. Estas empresas, en palabras de algunos analistas, transformaron a Honduras en una especie de colonia estadounidense similar a Cuba y Puerto Rico a principios del siglo XX y explotaron a mucha de su gente:
"Las empresas estadounidenses han construido nuevos ferrocarriles e infraestructura, pero han establecido sus propios sistemas bancarios, han introducido sus propias leyes y han sobornado a los funcionarios del gobierno a un ritmo vertiginoso".
-Historiadores hondureños
Es importante señalar que gran parte de la riqueza que se acumuló en Honduras se trasladó a Nueva Orleans, Nueva York, y Boston. Las condiciones laborales de los trabajadores hondureños empeoraron y, mientras tanto, gran parte de las tierras hondureñas eran propiedad de empresas estadounidenses. Como resultado, muchos hondureños se sintieron aislados en su propio país:
"Los campesinos hondureños" no tenían esperanzas de acceder a la buena tierra de su nación ".
Debido al hecho de que Estados Unidos dominaba gran parte de la riqueza y la mano de obra en Honduras, esto provocó sentimientos de resentimiento, aislamiento y ansiedad en el proletariado hondureño ya que gran parte de la población nativa tuvo que lidiar con la realidad de su situación económica. Muchos nativos sufrieron cuando se vendieron sus tierras y propiedades. Además, Estados Unidos es una de las principales razones que llevaron a una gran migración de hondureños a Estados Unidos. Además, conduce a los temas más debatidos en Estados Unidos: "inmigración ilegal". Esta era termina en la década de los 50 con la llamada Huelga del 54, que terminó en mejores condiciones para los trabajadores y mejor salario. 
Muchos honduro-estadounidenses son trabajadores agrícolas migrantes que se establecieron por primera vez en las ciudades más grandes de Estados Unidos, en las que tenían redes de apoyo de las comunidades hondureñas-estadounidenses. A finales de los 80 y 90, la mayoría de los hondureños vivían en Nueva Orleans (50.000), la ciudad de Nueva York (33.000), Los Ángeles (24.000) y Miami (18.000). [2] En 2000, los hondureños se convirtieron en el tercer grupo de inmigrantes más grande de América Central.

## Visados
El visado para el viajero que ingresaría a Estados Unidos se convirtió en algo particular y frecuente en las embajadas y consulados estadounidenses en cualquier país del mundo, inclusive Honduras, a partir de la década de los años cincuenta hasta la actualidad; el proceso de visado ha sido reformado drásticamente para los solicitantes desde la década de los noventa. De tal drasticidad de requisitos, es que los ciudadanos del mundo se han permitido el arribo y traspaso de las fronteras estadounidense y mexicana, vía ilegal.

## Contribuciones Socioculturales

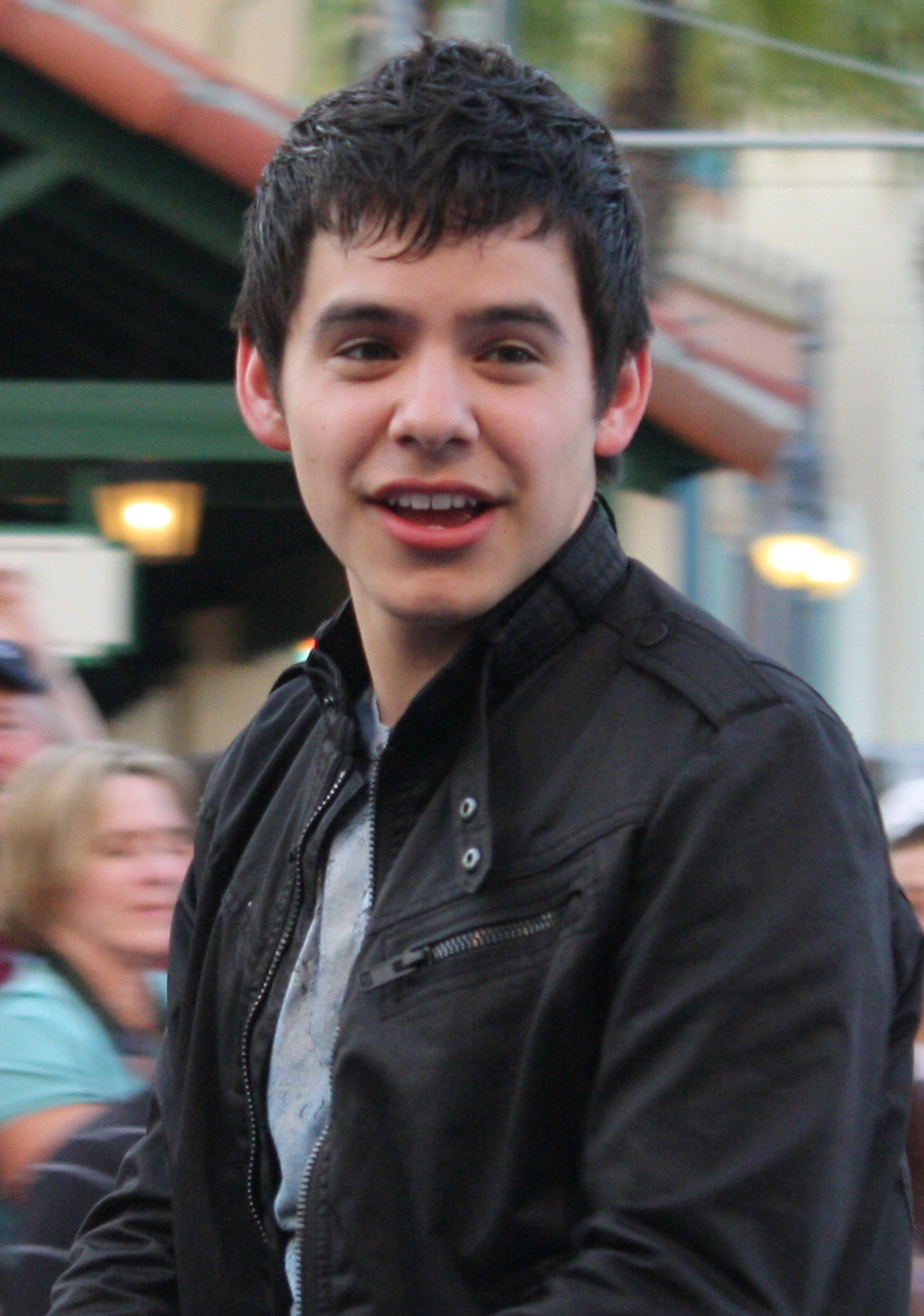
David Archuleta, cantautor de ascendencia Hondureña.

### Artes
Muchos hondureños han contribuido al mundo del arte, el cine y la televisión como Carlos Mencia o América Ferrera. También de la moda, aportando rasgos culturales de Hondureños en sus diseños de moda. Muchos jóvenes honduro-estadounidenses estudian en muchos institutos de arte en diferentes disciplinas artísticas.

### Música
Son dos vertientes de la música hondureña, La Punta, de origen afrocaribeño, más originaria de la población garífuna, y la música marimba, más ligada a la identidad mestizo-criolla del país, sin embargo, Honduras tiene sus versiones de otros géneros latinos como la salsa. Otros hondureños han incursionado en la música rock, debido al boom que tuvo en Honduras durante los años 80 y 90 gracias a grupos musicales de este género tanto latinoamericanos como extranjeros.

### Servicio militar
Los honduro-estadounidenses han participado activamente en el servicio militar estadounidense desde la Segunda Guerra Mundial. Algunos de ellos han participado en operaciones aliadas del norte de África, la guerra del Pacífico y la  ocupación de Japón. Se conoce la historia de un soldado honduro-estadounidense llamado Luis Alemán Gómez que formó parte de las fuerzas estadounidenses de ocupación aliada en suelo japonés y José Paz Barahona quien participó en el desembarco de Normandía. Un total del 13,7% por ciento de los varones honduro-estadounidenses nativos (EE. UU.) Mayores de 16 años están en el ejército. Además, 769 varones hondureños-estadounidenses no ciudadanos sirven en las fuerzas armadas de los Estados Unidos.

## Situación Socioeconómica
Por lo general, los hondureños-estadounidenses viven en áreas con alto crecimiento económico y demanda de empleo en la construcción, servicios domésticos y otras industrias. La población Hondureña también ha sido reconocida por incursionar en diversos negocios tales como locales de comida en varias ciudades importantes del país.Muchos hondureños-estadounidenses sufren discriminación, al igual que otros grupos hispanos, especialmente los afro-hondureños.
Las niñas hondureño-estadounidenses tienden a pasar más años en la escuela que los niños hondureño-estadounidenses, en parte debido a la presión de sus familias para que los niños comiencen a trabajar a los 12 o 14 años. Un total de 1,091 hondureño-estadounidenses tienen una maestría en EE. UU. Las universidades, 862 tienen otros títulos profesionales y 151 tienen un doctorado. La mayoría de estas personas son mujeres.
Los Hondureños tienen el ingreso promedio más bajo entre los hispanos, 41,000 dólares (aproximadamente 8,000 dólares por debajo de la media hispana), la edad media es de 29 años (unos de los grupos más jóvenes). Son el grupo latino con más personas sin seguro médico (35%) y los que más viven en pobreza (26%). 11% de los hondureños tiene al menos una licenciatura, 48% habla bien inglés y solo el 30% es propietario de su hogar.

## Demografía
Según el censo más reciente de los Estados Unidos de 2018, hay 963.930 hondureños viviendo en los Estados Unidos. Para 2011, la cantidad de hondureños que se estima residían en los Estados Unidos según la Encuesta sobre la Comunidad Estadounidense de la Oficina del Censo era de 702.000. En 2014, según Pew Research, "el 60% de los 573.000 inmigrantes hondureños en los Estados Unidos no están autorizados".

## Grupos étnicos hondureño-estadounidenses

### Mestizos hondureños

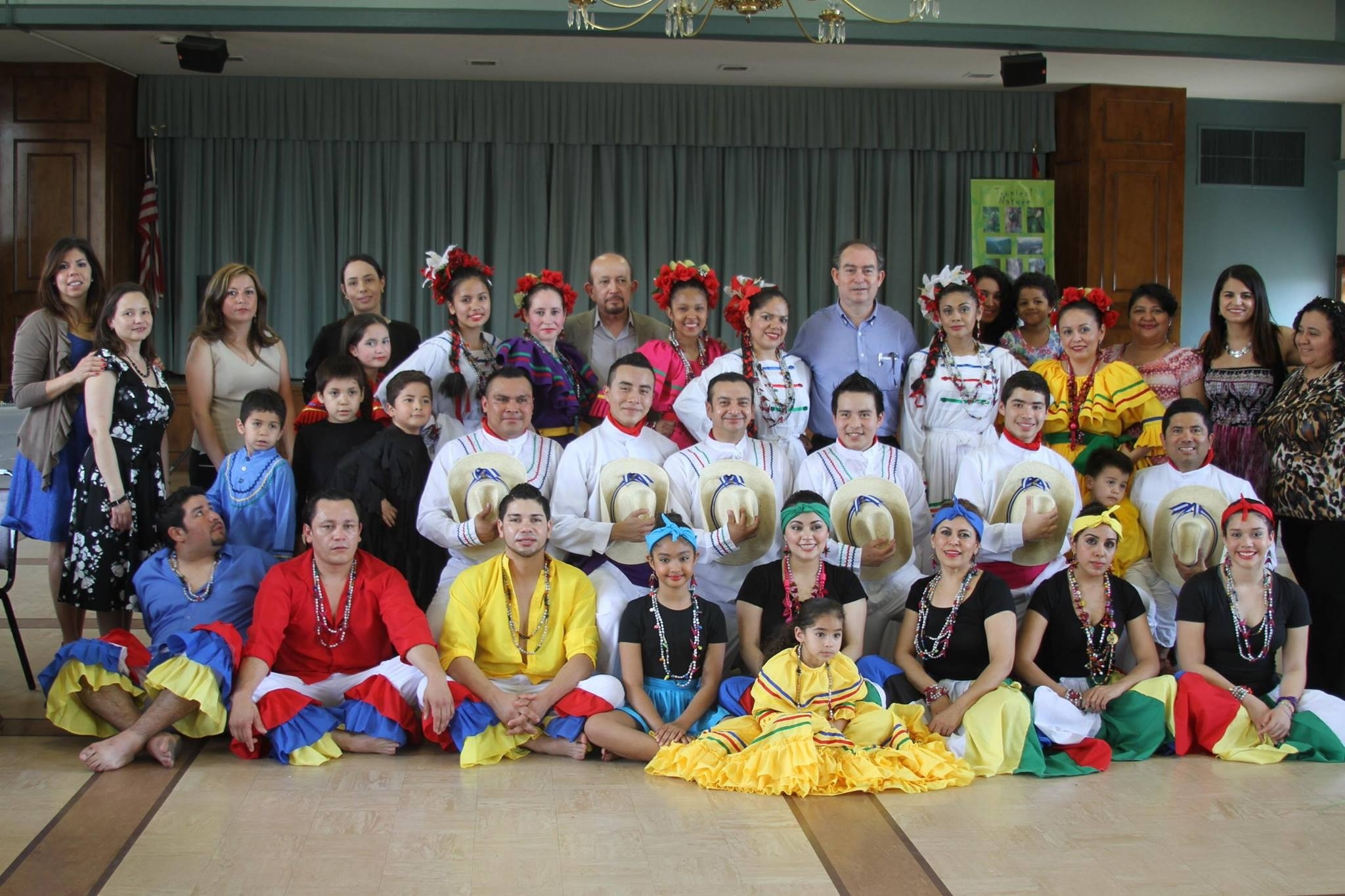
Los Hondureños son un grupo predominantemente mestizo, no obstante, hay minorías indígenas, blancas, y negras.

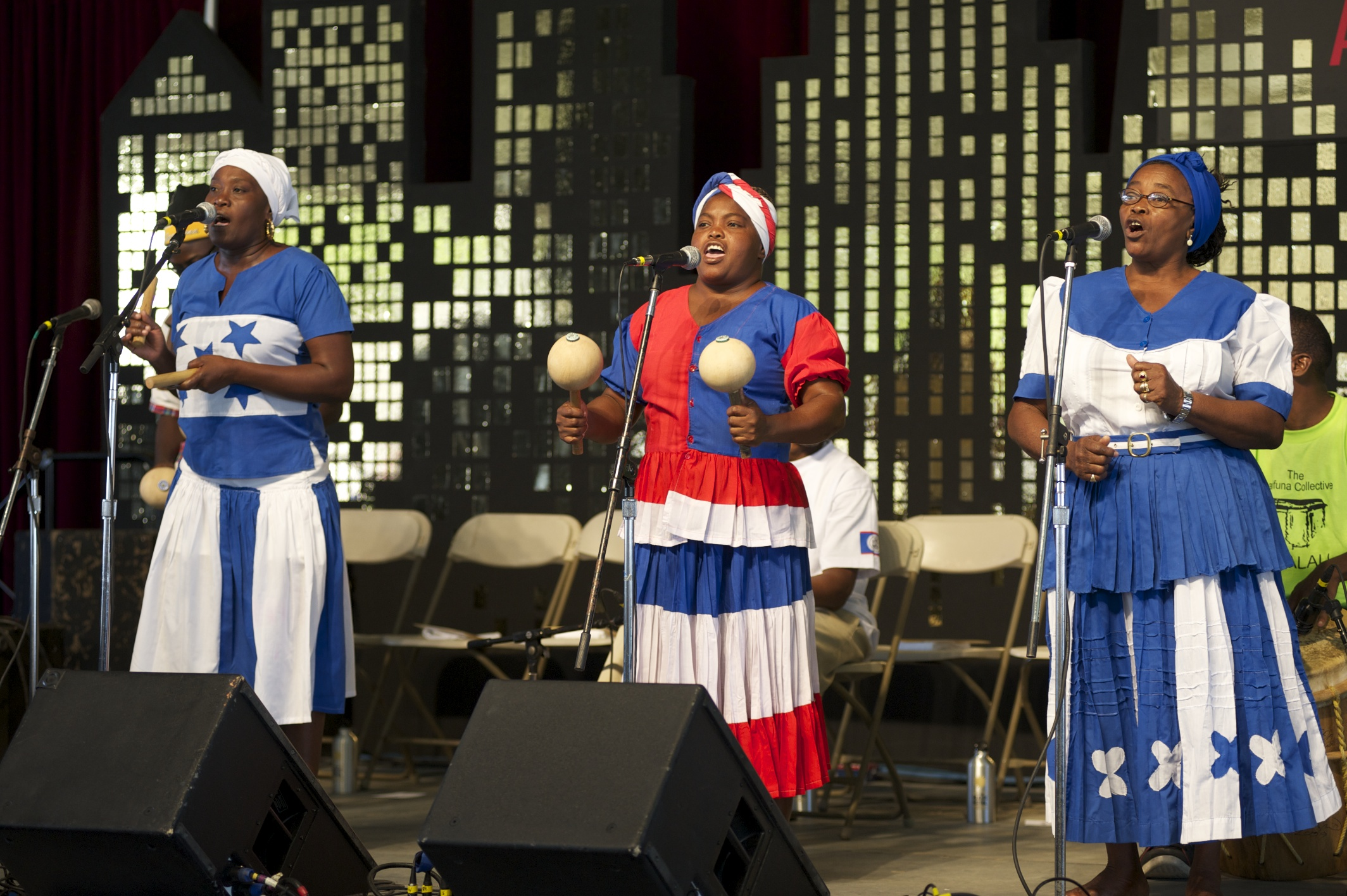
La música Punta es considerado un símbolo de la Cultura e identidad Hondureña.

Compuesto por la mayoría del pueblo honduro-estadounidense, mezcla de españoles y nativos. Estas personas vinieron de diferentes partes de Honduras. La mayoría de ellos están ubicados en grandes ciudades y tienen una alta variedad de clases sociales, sin embargo la mayoría de los migrantes mestizos hondureños son parte de la clase media y baja de Honduras. A pesar de eso, la mayoría de ellos encuentran éxito económico después de migrar a los Estados Unidos. Además, muchos mestizos hondureños tienen una ascendencia muy diversa, en muchos casos varios de ellos no solo tienen ascendencia española e indígena, sino también de otros grupos migratorios que se lograron mezclar con la población local de Honduras.

### Indígenas hondureños
El pueblo indígena de ascendencia hondureña es quizás uno de los más afectados socialmente de todos, desde la época de la colonia española, los indígenas estaban en desventaja, por lo tanto son las personas con menos voz y voto en su país. Sin embargo, personas de ascendencia Lenca y Chortí se han trasladado a los Estados Unidos en su mayoría escapando del trato desigual de las autoridades hondureñas.

### Blanco-Hondureño
Es una de las minorías de migrantes hondureños, en su mayoría compuesta por hondureños de ascendencia europea (española, italiana y alemana), árabe (palestina, Libanesa, y siria) y judía. Debido al hecho de que la mayoría de los blancos son parte de la clase media y alta, la mayoría de los hondureños blancos llegaron legalmente a los Estados Unidos. Sin embargo, muchos blancos de la zona rural de Honduras también sufren de la desigualdad económica de su país siendo afectados por la pobreza y deciden mudarse a Estados Unidos bajo sus propios medios.

### Afro-hondureño
Parte de las minorías de hondureños, la mayoría afro-hondureños-americanos son parte de la etnia garífuna y los caribes negros de las Islas de la Bahía. Debido a su ubicación, la costa norte de Honduras, la mayoría de ellos dominan el inglés con fluidez, la mayoría de los afro-hondureños se destacan en el campo musical y deportivo.

## Destacados
Entre los ciudadanos hondureños que se han asentado en los Estados Unidos y otros nacidos en aquel país, se encuentran:

### Emigrantes
Hondureños que de forma profesional se desempeñan laborando en los Estados Unidos:
- Arnold Morales, ingeniero aeronáutico de Boeing
- Abraham Rosa Amador, Agencia espacial NASA
- Ana Flores Jurka, periodista
- Carmen Boquín, periodista deportiva
- Carlos Mencia, comediante y actor
- Carol Miselem, Agencia espacial de la NASA
- Francisco Javier Bueso, ingeniero botánico de la NASA
- Illich Guardiola, jugador de fútbol
- Alberth Elis, jugador profesional de fútbol
- Josúe David Hernández Moradel, ingeniero Google
- Juan Fernando Gálvez, ingeniero de centro de estudios de la NASA
- Marco Cáceres, labora en la NASA y en Boeing
- Maribel Lieberman, empresaria de Mariebelle New York[5]
- Moisés Canelo, cantante
- Neida Sandoval, periodista
- Luis Francisco Bográn, ingeniero centro de estudios de la NASA
- Luther Castillo Harris, médico[Nota 3]
- Ramón Núñez, jugador de fútbol.
- Renán Almendárez Coello "El Cucuy de la mañana", locutor de radio de Los Ángeles.[Nota 4]
- Satcha Pretto Padilla, periodista
- Steve Van Buren, jugador de fútbol americano.
- Walter Martínez, Profesor de Ingeniería Eléctrica en la Universidad de Long Beach y el único latino en la Sociedad de Robótica del Sur de California.[6][7]

### Nacidos en Estados Unidos
Descendientes de inmigrantes hondureños y estadounidenses o de otros países, nacidos en Estados Unidos:
- Ronnie Aguilar- futbolista
- Jace Norman- actor
- David Archuleta- actor
- Brian Flores- futbolista
- América Ferrera- actriz
- Sarah Pershing- modelo
- Francia Raisa- actriz
- Skai Jackson- actriz
- Hope Portocarrero- socialite

## Legislación
La Oficina del Censo de los Estados Unidos define a los nacidos en el extranjero como individuos que no tenían ciudadanía estadounidense al nacer. La población nacida en el extranjero incluye ciudadanos naturalizados, residentes legales permanentes, refugiados y asilados, no-inmigrantes legales (incluidos aquellos con visas de estudiante, trabajo u otras visas temporales) y personas que residen en el país sin autorización.
Los términos “nacido en el extranjero” e “inmigrante” se utilizan de manera intercambiable y se refieren a los que nacieron en otro país y más tarde emigraron a los Estados Unidos. Limitaciones en la recopilación de datos no permiten la inclusión de aquellos que obtuvieron la ciudadanía en una nación centroamericana por naturalización y posteriormente se trasladaron a los Estados Unidos.

## Cifras
Se calcula que los ciudadanos hondureños que residen fuera de su país, alcanza los 1.000,000 de personas, de los cuales cerca de 800,000 estarían en Estados Unidos -muchos de ellos, censados como no hondureños- aunque los censos estadounidenses llegan hasta los aproximados 600,000 personas en 2017.

### Censados
- En el año 2015 la cantidad de hondureños recibidos en Estados Unidos es de 599,000 (el 17.7% del total de Centroamericanos) no se incluye cifra de deportados.[9] Hondureños residiendo en Estados Unidos son alrededor de 350,000[10] hasta el mes de febrero de 2017[11]

### Deportados
- En 2015, Estados Unidos y México deportaron un total de 75,875 hondureños, según las cifras del Centro de Atención al Migrante Retornado (CAMR).
- Hasta 2016, las autoridades de Estados Unidos y México han deportado 56,467 hondureños.[12]

## Inmigración hondureña en música y cine
En 1993 la banda hondureña Delirium lanzó su primer disco, en la cual contaba con el tema "Hermanos en el dolor", la cual, por su letra, está considerada como un himno de los viajeros migrantes que atraviesan los cálidos desiertos de México y Estados Unidos.
En 2009 la película Sin nombre narra la dura situación de los países centroamericanos azotados por las maras, asimismo las penurias de los migrantes en su intento por llegar a los Estados Unidos. Esta película está protagonizada por el actor hondureño Édgar Mauricio Flores Amador.